# Hemiperfekt tal
Inom talteorin är ett hemiperfekt tal ett positivt heltal med ett halv-integrerat ymnighetsindex.
För ett givet udda tal k, ett tal n kallas k-hemiperfekt om och endast om summan av alla positiva delare av n (sigmafunktionen, σ(n)) är lika med k/2 × n.

## Minstak-hemiperfekta talen
Följande tabell ger en översikt av de minsta k-hemiperfekta talen för k ≤ 17 (talföljd A088912 i OEIS):
| k  | Minsta k-hemiperfekta tal |
| -- | --- |
| 3  | 2 |
| 5  | 24 |
| 7  | 4320 |
| 9  | 8910720 |
| 11 | 17116004505600 |
| 13 | 170974031122008628879954060917200710847692800 |
| 15 | 12749472205565550032020636281352368036406720997031277595140988449695952806020854579200000 |
| 17 | 27172904004644864174776390325441204588387876949911859015099963347683477337589882757168182488651338324482275518065870009252589097916253652597707421065171952334010184222064839170719744000000000 |

24 är till exempel 5-hemiperfekt eftersom summan av delare till 60 är
1 + 2 + 3 + 4 + 6 + 8 + 12 + 24 = 60 = 5/2 × 24.